# Уличный музыкант

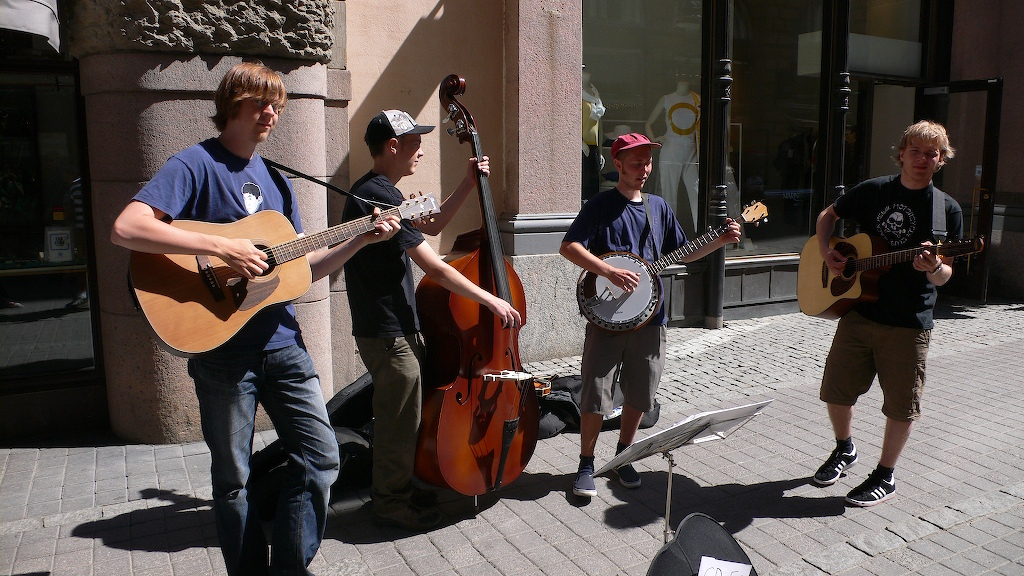
Уличные музыканты в Хельсинки

Уличный музыкант — человек, исполняющий свои или чужие музыкальные произведения на городских улицах, в переходах, метро и т. п.
Иногда под уличных музыкантов — ради шутки или эксперимента — маскируются исполнители мирового уровня.

## Общая информация
Увидеть играющим на улице можно как одиночку (чаще всего с гитарой), так и большой коллектив. При этом обычно чуть впереди исполнителей лежит кофр от гитары (предназначенный для заполнения его червонцами), а в округе шныряет аскер — человек, предлагающий прохожим остановиться, прислушаться, материально поддержать музыкантов.
Наиболее подходящими для выступлений считаются вечерние часы: с 17 до 21, в теплое время года — до полуночи. А самые удачные дни — пятница и суббота. В это время люди в своей массе возвращаются с работы или отдыхают, гуляя по городу. Идеальный настрой, чтобы услышать любимую мелодию и поддержать музыканта.
Доход уличного музыканта зависит от выбранного времени, проходимости места, погодных условий, настроения и везения. В Москве он колеблется от нескольких тысяч в час до нескольких тысяч в день.
| Город/страна              | Заработок в день (руб.) |
| ------------------------- | ----------------------- |
| Мюнхен, Берлин (Германия) | 4300—7300               |
| Осло (Норвегия)           | 7300—11 500             |
| Вена, Инсбрук (Австрия)   | 3600—8800               |
| Стокгольм (Швеция)        | 4100—8500               |
| Лондон (Англия)           | 8000—17400              |
| Нью-Йорк (США)            | 9200—22 500             |
| Чили (Перу)               | 6300—8700               |
| Ереван (Армения)          | 1900—6500               |
| Сеул (Южная Корея)        | 2000—3000               |
| Марракеш (Марокко)        | 3500—4500               |
| Тель-Авив (Израиль)       | 3200—5300               |
| Марибор (Словения)        | 5800—7300               |
| Брюссель (Бельгия)        | 3700—5800               |
| Будапешт (Венгрия)        | 2200—3600               |

## Законодательство
В каких-то странах и городах уличное музицирование легализовано, а в каких-то — не разрешено.
В некоторых государствах и населённых пунктах музыкантам в местных муниципалитетах выдаётся официальное разрешение на уличную игру. Для этого где-то музыкантам достаточно заплатить определённую госпошлину, а где-то от музыкантов требуется подтверждение квалификации, например, документ о специальном образовании или прохождение специальной художественной комиссии, которая присваивает музыкантам определённую степень квалификации для игры на улице.
В России деятельность уличных музыкантов нередко попадает под статью 20.2.2 КОАП — на самом деле или фиктивно. Уличные музыканты в нетрезвом виде могут спровоцировать конфликтную ситуацию, их поведение может стать причиной потасовки. Однако в последние годы игра на улице приобретает черты профессиональной деятельности, бескультурное развязное поведение не привечают ни зрители, ни музыканты. Поэтому чаще можно наблюдать случаи «навязывания» штрафа и обвинения уличным артистам.

## Места выступлений
Во многих крупных городах мира (Берлин, Нью-Йорк, Москва и др.) существуют места, где регулярно выступают уличные музыканты.

### Германия
Практически в любом городе уличному музыканту потребуется лицензия. В Мюнхене для выступления на главной площади Мариенплац (Marienplatz) необходимо пройти отбор и заплатить за разрешение 10 евро. Ежедневно выдается 10 таких лицензий: 5 музыкантов выступают до обеда и 5 — после.
Один из наиболее известных казусов, связанных с уличных музицированием, — история изгнания Арне Шмитта с главной улицы Франкфурта-на-Майне. На городских улицах запрещена громкая музыка, а рояль исполнителя был оснащен усилителем. На решение властей не повлиял даже статус Арне: три выпущенных им альбома успешно продаются в Европе. А путешествуя по миру с 1997 года с пресловутым роялем (весом 385 кг), музыкант обрел народную любовь и популярность.

### Австрия, Вена
Излюбленные места уличных музыкантов: подземный переход на Карлсплатц (Karlsplatz), Штадтпарк (Stadtpark) и Марьяфилэ штрассе (Mariahilfer strasse). В Вене запрещено играть в метро, но пространство на выходе с некоторых станций (например, Флорисдорф, линия U6)по акустическим параметрам идеально подходит для выступлений.

### Англия, Лондон
Уличным музицированием в Лондоне заправляет http://buskinlondon.com/. Для регулярных полноценных выступлений необходимо получить лицензию. Проект предлагает более 30 музыкальных «островков» в лондонском метро и, конечно, площадки для выступлений на улице. Такие как Camden и туристический Covent Garden. В фестивальные дни появиться на больших экранах, установленных в парках, могут не только музыканты Лондона. Проект размещает фото и видео со стритов, присланные жителями других стран.

### Ирландия, Дублин
Необходимо получить лицензию в Городском совете Дублина за 30 евро на год (10 евро для приезжих на 2 недели). При использовании усилителя нужно получить дополнительную лицензию за 60 евро на год (20 евро для приезжих на 2 недели).
Каждый исполнитель сначала проходит шестинедельный испытательный срок. Если выступает группа, то каждый участник должен иметь лицензию. Уличные артисты в возрасте до 18 лет должны иметь заявление, подписанное опекуном или родителем. Разрешенное время выступлений с 9:00 до 23:00 каждый день, не более 2-х часов на одной локации. Следующая локация должна находиться не менее, чем в 100 метрах. Нельзя вернуться на прежнее место до следующего дня.
В случае пешеходных улиц, таких как Генри-стрит и Графтон-стрит, уличные выступления разрешены с 11:00, выступать только в специально отведенных «розовых» зонах в течение максимум 1 часа, а затем переезжать на другое место.
Выступать можно на расстоянии не менее 50 метров от другого исполнителя, не ближе 3-х метров от входа в какие-либо офисы или другие помещения. Исполнитель должен прекращать выступление, если оно заблокировало улицу. Не разрешается использовать фонограммы, а производимый звук не должен превышать 80 децибел или 75 децибел в районе Темпл-Бар.
Если артист нарушает какое-либо из правил, установленных в уставе, его могут попросить заплатить 75 евро в Городской совет. Если штраф будет выплачен в течение 28 дней, исполнитель не столкнется с судебными разбирательствами. Но штраф может достигать 1500 евро, если уличный артист совершит правонарушение, в том числе откажется сообщить свое имя и адрес.

### Россия
Иван Алексеев, лидер группы Noize Mc, занимался уличной музыкой до своей популярности и некоторое время после нее.
Моргенштерн, известный певец, репер. Занимался уличной музыкой, до своей популярности.
Zippy Kid, украинский композитор. Занимался игрой на гитаре возле ж/д станции «Весенняя» г. Подольск.

### Москва
Уличная музыка в Москве прежде всего ассоциируется с пешеходной улицей Арбат. Ещё в годы существования СССР Арбат в Москве стал одним из излюбленных мест и для уличных музыкантов, и для любителей уличного музицирования. Хотя официального разрешения на уличное музицирование не было, сначала к музыкантам на Арбате правоохранительные органы относились лояльно. А с какого-то времени попытки музицировать на Арбате, впрочем, как и на других улицах Москвы, со стороны полиции стали регулярно жёстко пресекаться. С 2016 года в Москве действует легальное уличное музицирование, но с ограничениями, то есть, не для всех желающих.
В мае 2016 году по приказу Департамента культуры города Москвы в 27 московских парках стали разрешены уличные выступления музыкантов, но по предварительному согласованию с администрацией парка, если музыкант, с точки зрения администрации — соответствует культурной концепции парка (согласно ст. 4.5 приказа № 183 от 25.03.2016).
Также был запущен проект «Уличный артист», позволяющий музыкантам в свободном порядке, предварительно зарезервировав за собой площадку, выступить на одной из 40 городских локаций без отбора и прослушиваний.

### ПроектМузыка в метро
В мае 2016 года было выдано 30 официальных разрешений для музицирования на трёх станциях московского метрополитена: «Курская», «Выставочная», «Маяковская». Конкурс проводил ГБУК г. Москвы «Московский продюсерский центр». На конкурс было подано около 1000 заявок. Начальный этап конкурса — был закрытый. По присланным в электронном виде анкетам с прикреплённым видео жюри отобрало около 100 участников для очного прослушивания. Заключительный этап конкурса, очное прослушивание — был частично открытый: присутствовала пресса. После проведения заключительного этапа конкурса было выдано 30 разрешений. Музыканты, получившие разрешение, могут заранее выбирать и бронировать для себя время и место для выступления в метро на любой из 3 разрешённых станций. Также пассажиры московского метрополитена могут на этом же сервисе узнать, где и когда официально выступают музыканты в московском метрополитене.
Санкт-Петербург
В Санкт-Петербурге существует достаточно много мест, где собираются представители этого профессионального сообщества. Можно упомянуть площадку возле Думской башни, площадку у Спаса-на-Крови, Сенную площадь. Казанский собор (левая арка) — особенно привлекает начинающих музыкантов и любителей горячительных напитков. Эрмитаж оказался более привлекателен для ночных рандеву и спонтанных музыкальных мероприятий. Невский проспект на тех или иных участках применим в качестве променада. Правоохранительные органы в основном достаточно толерантно относятся к спонтанной активности музыкальных талантов, за исключением достаточно редких случаев делинквентного свойства.

### Нижний Новгород

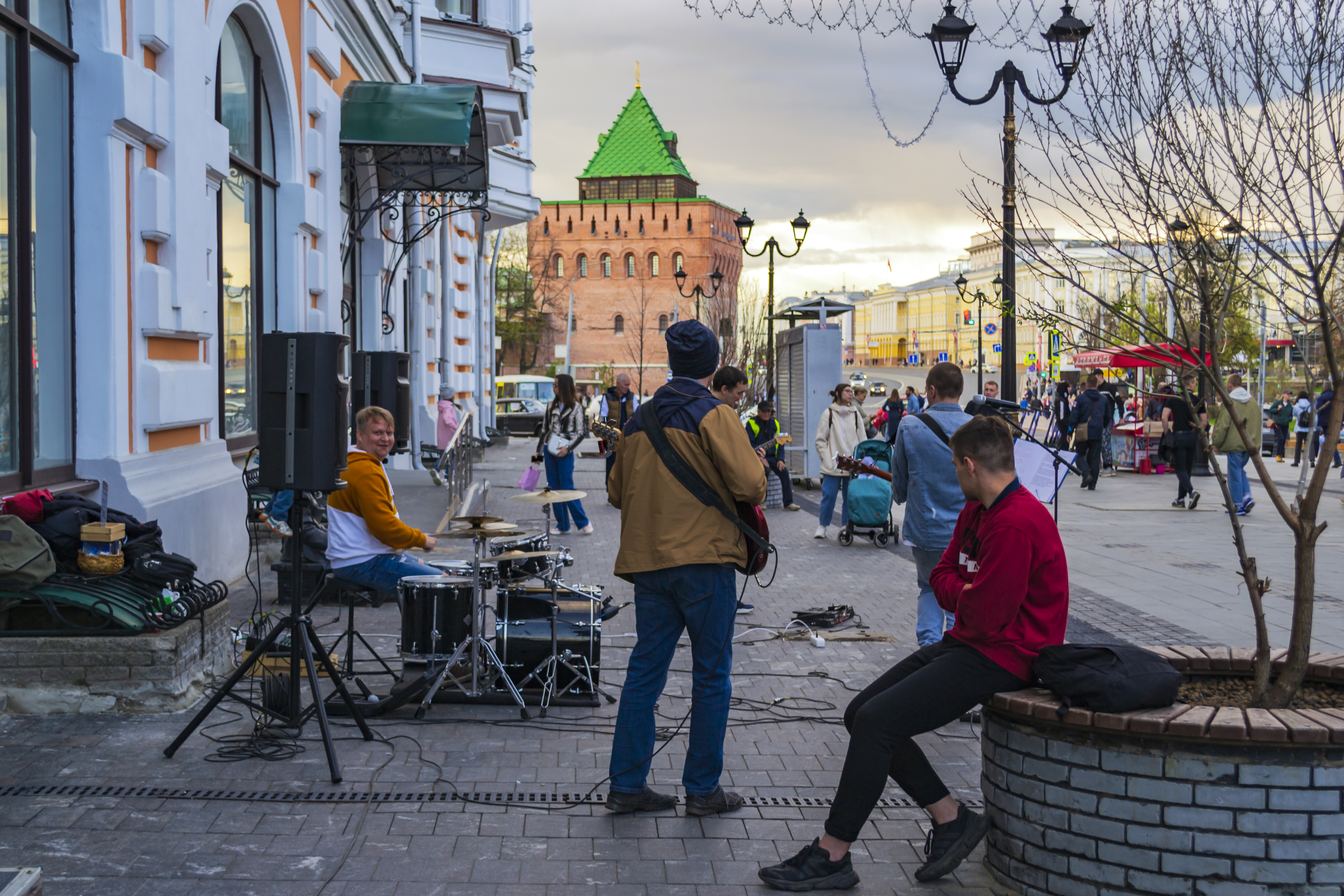
Уличные музыканты в Нижнем Новгороде на Большой Покровской улице у здания Городской думы

В Нижнем Новгороде чаще всего уличные музыканты встречаются на Большой Покровской улице, так как она является пешеходной и центральной улицей города. Здесь выступления можно встретить уже начиная от станции метро «Горьковская»: возле бывшего кинотеатра «Октябрь», возле универмага «Покровские ворота», у дома дворянского собрания, на Театральной площади и возле здания Городской думы. Так же музыкантов можно встретить в разветвлённой системе подземных переходов станции метро «Московская» и Московского вокзала.

### Украина
Киев
Крещатик (в районе ЦУМа), подземный переход под площадью Независимости, проспект Валерия Лобановского (подземные переходы), Андреевский спуск, Контрактовая площадь, Мариинский парк.

### Беларусь
Минск
В Минске особой популярностью у музыкантов пользуются переходы на станциях метро Якуба Коласа, Площадь Свободы, Немига и другие.

## Известные музыканты, начинавшие свою карьеру на улицах
Земфира Талгатовна Рамазанова, учась в школе, выступала на улицах родной Уфы. Согласно распространеной версии, она исполняла хиты русского рока: Кино, Наутилус Помпилиус. Аналогичный репертуар у ряда современных уличных музыкантов. Стоит признать, что знаменитой певицу сделали отнюдь не уличные выступления, а продюсер группы Мумий Тролль Леонид Бурлаков, к которому в 1999 году попал её демо-CD.
Noize MC (Иван Алексеев) получил обширную практику импровизированных уличных концертов. Выступления с группой проходили приблизительно в той стилистике, которая сейчас ассоциируется Нойзом-культовым-исполнителем. Изобиловали ненормативной лексикой. Поэтому неудивительно, что наряды милиции иногда вмешивались и прерывали уличную творческую деятельность.
Наиболее тесно с уличными выступлениями связана история ZAZ — жизнерадостной французской исполнительницы Изабель Жеффруа. Получив неплохое музыкальное образование, она с 2006 года просто пела на улицах Парижа. Возможность записать дебютный альбом представилась ей только в 2010 году. Интересно, что если большинство звезд не сильно афишируют имеющуюся практику уличных выступлений, то ZAZ, став знаменитой, продолжила петь в свое удовольствие на улицах родного города. Ей хорошо знакомы проблемы уличных музыкантов.

Эдит Пиаф начала выступала на улицах с самого детства, преодолев тяжелый путь от Малышки Пиаф в рваных башмаках до великой певицы, которая произвела фурор в ходе сольного концерта в зале «Плейель». Ниже представлен памятник певице на площади её имени.
Бенджамин Стэнфорд — известный битбоксер Dub FX — один из тех музыкантов, что ценят свободу и считают, что творческое самовыражение и бизнес несовместимы. Он сам продает свои диски — на выступлениях и через Сеть — не имеет продюсера, не сотрудничает с организациями. Это человек, которому уличная сцена дает больше, чем пространства концертных залов. В интервью Еврорадио музыкант утверждает, что работает не ради обогащения. Он делает то, от чего кайфует и он сам, и окружающие. В этом секрет популярности.

## Памятники

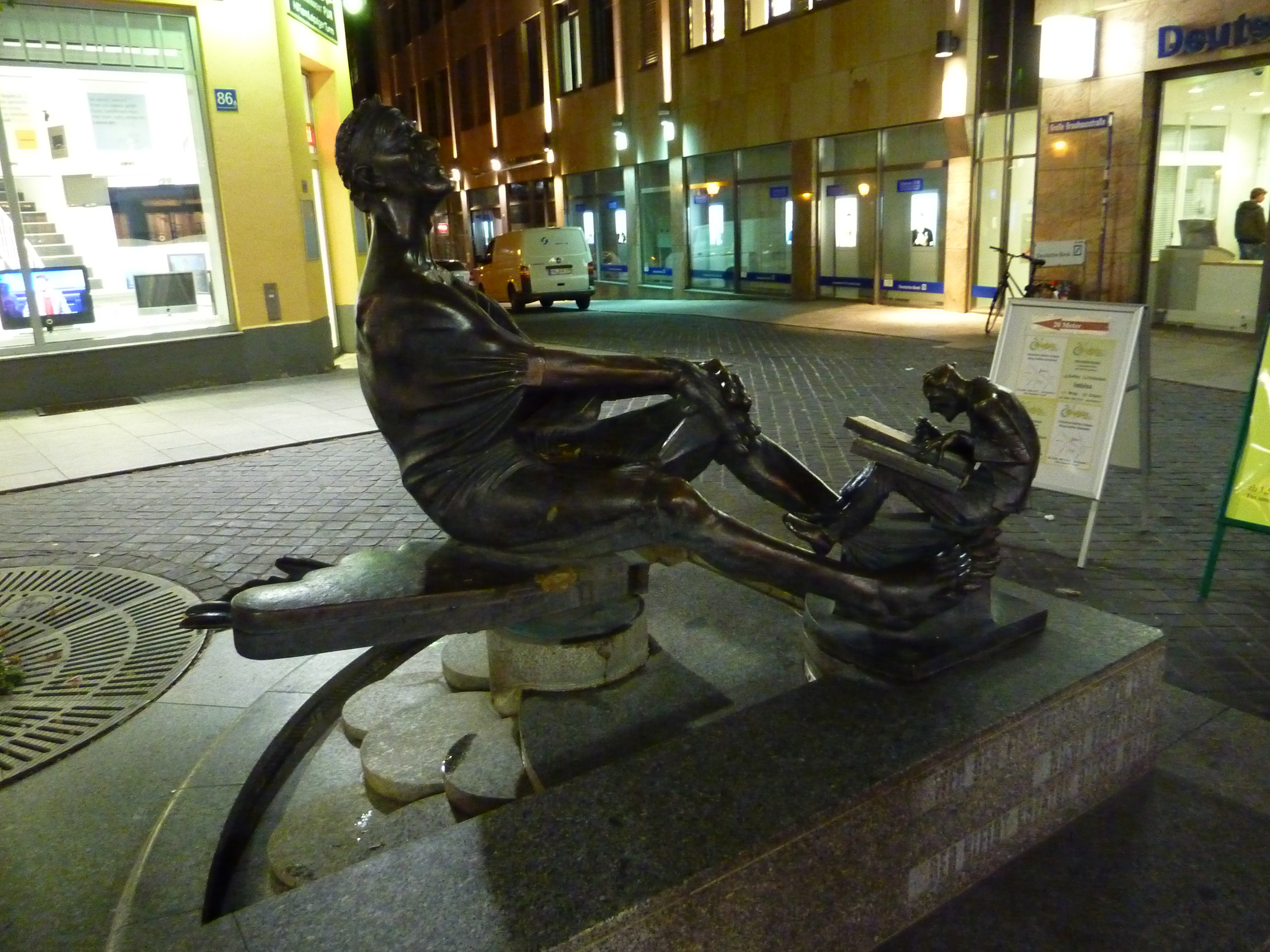
Уличный музыкант и его дух. Германия
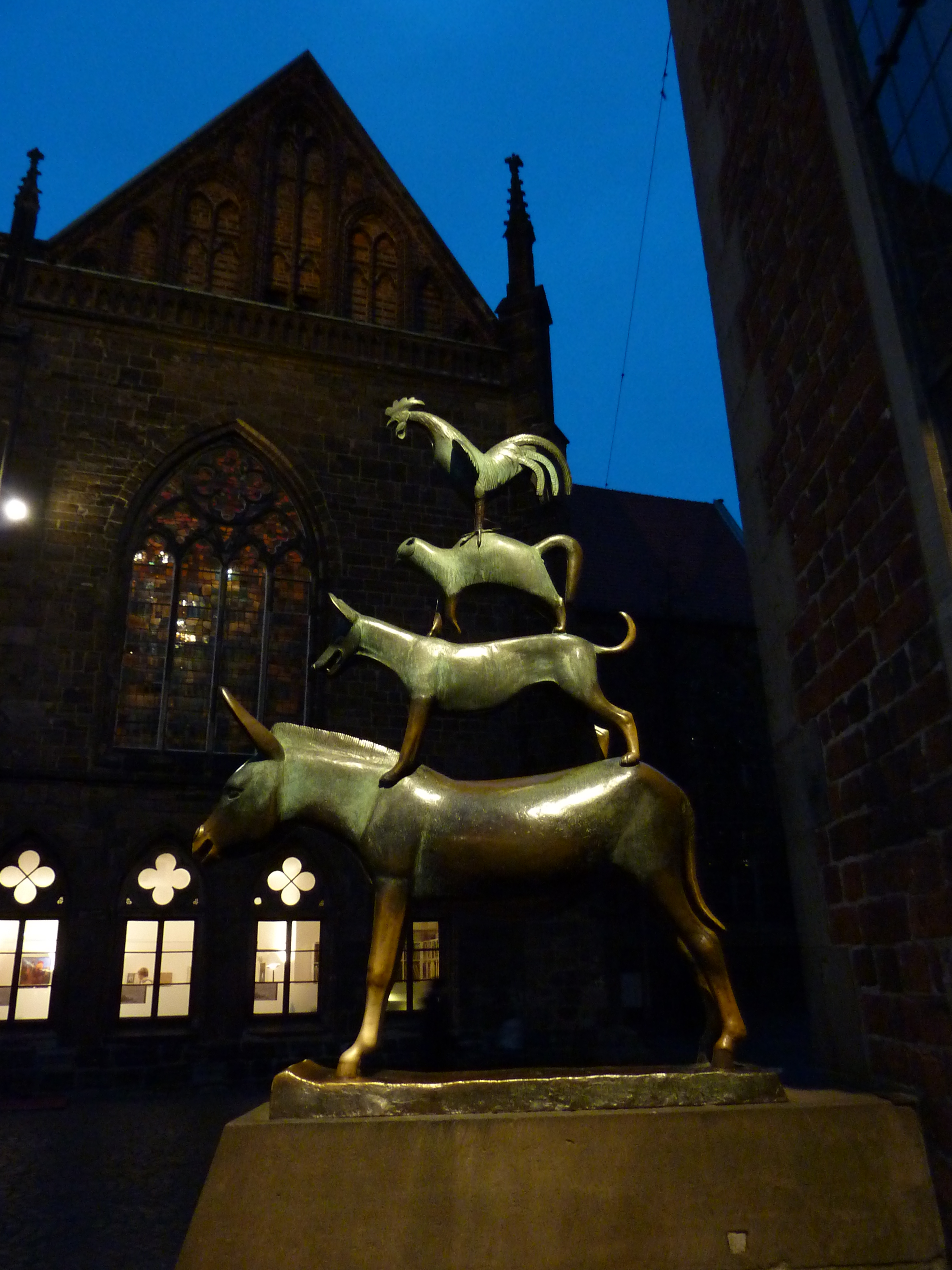
Памятник Бременским музыкантам из сказки Братьев Гримм